# Ай-Сугултъюёган
Ай-Сугултъюёган (устар. Ай-Сугултью-Ёган) — река в России, протекает по Нижневартовскому району Ханты-Мансийского АО. Устье реки находится в 4 км по левому берегу реки Сугултъюёган. Длина реки составляет 36 км.

## Данные водного реестра
По данным государственного водного реестра России относится к Верхнеобскому бассейновому округу, водохозяйственный участок реки — Вах, речной подбассейн реки — бассейны притоков (Верхней) Оби от Васюгана до Ваха. Речной бассейн реки — (Верхняя) Обь до впадения Иртыша.
Код объекта в государственном водном реестре — 13011000112115200040173.